# Nakamura Mitsuo

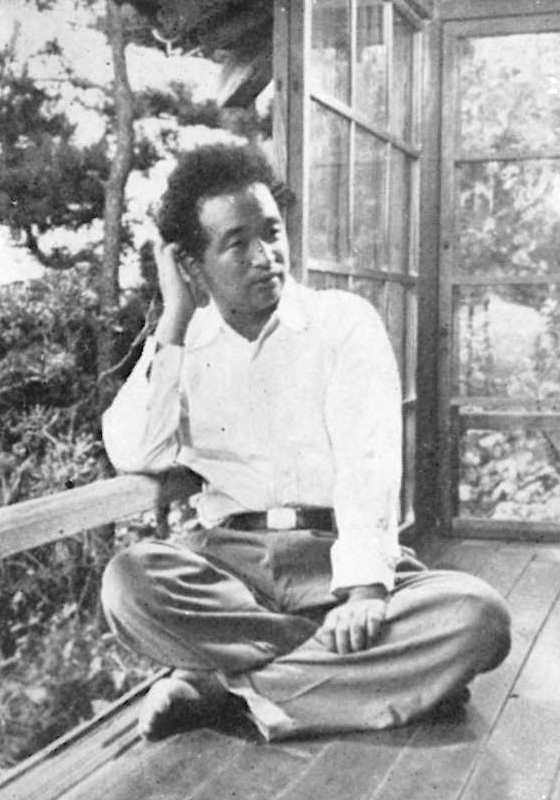
Nakamura Mitsuo

Nakamura Mitsuo (japanisch 中村 光夫, bürgerlich: Koba Ichirō (木庭 一郎); * 5. Februar 1911 in der Präfektur Tokio; † 12. Juli 1988) war ein japanischer Schriftsteller und Literaturkritiker.

## Leben
Bereits während seiner Studienzeit veröffentlichte Nakamura Kritiken in der Zeitschrift Bungakukai (文学界, „Die literarische Welt“) und fand Beachtung mit einer Studie über den Schriftsteller Futabatei Shimei. Dafür erhielt er 1936 den Iketani-Shinzaburō-Preis. In der Folge veröffentlichte er weitere Arbeiten über japanische und westliche Autoren. 1938 wurde er von der französischen Regierung zu einem Studienaufenthalt eingeladen, den er mit dem Beginn des Zweiten Weltkrieges abbrechen musste.
In Schriften nach dem Zweiten Weltkrieg setzte sich Nakamura kritisch mit der modernen japanischen Literatur, insbesondere mit dem Genre der sogenannten Ich-Romane (Watakushi shōsetsu) und den Fūzoku-Romanen, die das moderne urbane Leben behandelten auseinander. Außerdem veröffentlichte er mehrere Theaterstücke und Romane.

## Werke (Auswahl)
- Fūzoku Shōsetsu Ron (風俗小説論)
- „Kindai“ e no Giwaku (『近代』への疑惑)
- Tanizaki Jun’ichirō Ron (谷崎潤一郎論)
- Shiga Naoya Ron (志賀直哉論)
- The Legend of Futabatei Shimei
- Pari Hanjōki (バリ繁昌記), Theaterstück
- Kiteki Issei (汽笛一声), Theaterstück
- Waga Sei no Hakusho (わが性の白書), Roman
- Nise no Gūzō (贋の偶像), Roman
- Aru Ai (ある愛), Roman